# Remedios (Kuba)
Remedios ist eine kubanische Stadt und Municipio in der Provinz Villa Clara. Die Stadt ist auch unter dem Namen San Juan de los Remedios bekannt und liegt knapp 5 Kilometer von der kubanischen Nordküste entfernt. Das Municipio umfasst eine Fläche von 589,98 km² und hat 45.621 Einwohner, wovon 31.174 direkt in der Stadt leben. Der Urbanisierungsgrad beträgt 68,3 Prozent.

## Geographie

### Lage
Remedios liegt weniger als 5 Kilometer von der kubanischen Nordküste entfernt, in der Provinz Villa Clara. Sie liegt zwischen den Municipios an Caibarién, Cabaiguán und Placetas.

### Klima
In Remedios herrscht, wie in den meisten Gebieten Kubas, tropisches bis subtropisches Klima. Die Jahresdurchschnittstemperatur liegt zwischen 25 und 26 Grad Celsius.

## Geschichte

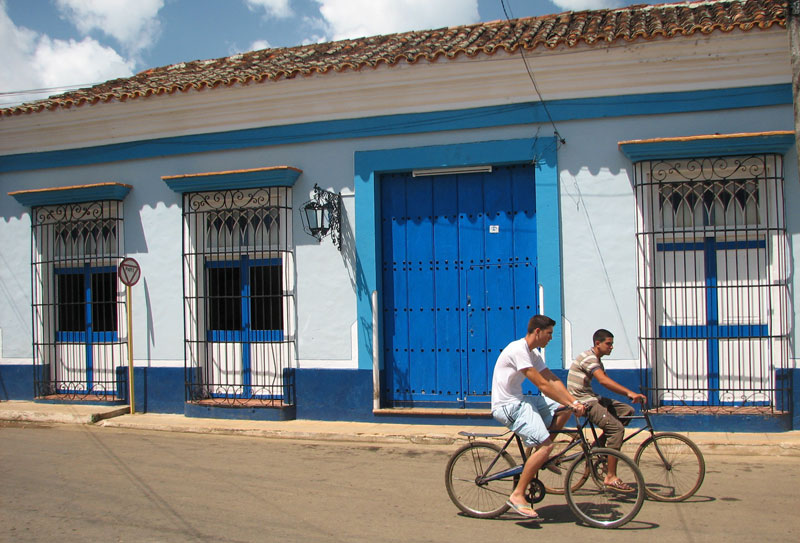
Kolonialgebäude in Remedios

Auf dem Gebiet des heutigen Remedios gründete der spanische Konquistador Vasco Porcallo de Figueroa, ein Untergebener von Diego Velázquez de Cuéllar, im 16. Jahrhundert das Dorf Santa Cruz de la Sabana. Vorher befand sich dort bereits eine Siedlung der indigenen Bevölkerung. Die Schätzungen über das genaue Datum der Stadtgründung variieren zwischen 1513 und 1524, durchgesetzt hat sich der 24. Juni 1514. Damit ist Remedios nach Baracoa (1511) und Bayamo (1513) die zusammen mit Trinidad die drittälteste Stadt Kubas.
Während der Gründungsphase hatte die Stadt aufgrund ihrer Lage in Küstennähe mit Piratenangriffen und Süßwasserknappheit zu kämpfen, dennoch erlebte Remedios aufgrund großer Landvergabe ein konstantes Wachstum. Landwirtschaft und Viehzucht gehörten zu den wichtigsten wirtschaftlichen Säulen der Stadt vom 16. bis ins 18. Jahrhundert. Um die Jahrhundertwende zum 18. Jahrhundert begann die Zuckerindustrie in der Gegend Fuß zu fassen. Im 18. und 19. Jahrhundert erlangte der Anbau von Kaffee, Kakao und Tabak eine große Bedeutung für die Region.
Während der kubanischen Revolution zog die 8. Kolonne Ciro Redondo, kommandiert von Ernesto Che Guevara, am 26. Dezember 1958 in Remedios ein, und vertrieb damit die Reste der Verwaltung Batistas aus der Stadt. Das historische Stadtzentrum mit seinen Kolonialvillen, die teilweise noch aus dem 17. Jahrhundert stammen, wurde 1980 in Kuba zum Nationalmonument erklärt.

## Kultur und Sehenswürdigkeiten
Zentrum der historischen Altstadt ist der ehemals nach der spanischen Königin Isabel II. benannte Plaza Martí mit der aus dem 16. Jahrhundert stammenden Kirche Iglesia Mayor.
Die Stadt ist des Weiteren bekannt für ihr lokales Weihnachtsfestival Las Parrandas de Remedios, das jedes Jahr zwischen dem 16. und dem 26. Dezember stattfindet. Die Tradition der Parrandas stammt aus dem 18. Jahrhundert und ist seit 2018 Bestandteil des immateriellen Kulturerbes der Menschheit.

## Persönlichkeiten
- Yunisleydis García (* 1999), Sprinterin